# SNCAC NC.900
Le SNCAC NC.900 est un avion militaire français de la fin de la Seconde Guerre mondiale et de l’immédiat après-guerre. C’était une réutilisation française de l’excellent chasseur Focke-Wulf Fw 190. Un Frontreparatur avait été installé à Cravant (Yonne) dans d'anciennes carrières et servait d'atelier de réparation/modification pour les Fw 190 durant l’occupation. Après la retraite des Allemands, les forces françaises retrouvèrent un certain nombre de fuselages et d'ailes et eurent l'idée de les « réemployer ». La centaine de moteurs provenait des grottes de Saint-Astier, en Dordogne, où un atelier similaire avait été installé dans d'anciennes carrières de chaux pour réviser/réparer les moteurs BMW 801.

## Historique
À la Libération, les forces françaises sont démunies et reposent entièrement sur la fourniture d'armements américains ou britanniques. Entendant tirer profit des matériels abandonnés par les Allemands, ils remettent en service des chasseurs et bombardiers récupérés fin novembre et début décembre 1944 dans les carrières du coteau de Palotte. Sur ce site dissimulé, créé à l'origine par les Français pour assembler des bombardiers LéO-451, se trouvent 127 fuselages et 162 ailes de Focke-Wulf 190A-4, A-5 et A-8. Une commission d'experts et de généraux français se rend sur place afin d'évaluer leur état et décide de les saisir pour les faire remonter par des techniciens et ingénieurs de la Société Nationale de Construction Aéronautique du Centre (SNCAC).
Les appareils, qui sont renommés NC.900 seront produits en deux séries qui ne présentent pas de distinction. Une fois laborieusement remontés à partir de pièces disparates, les appareils sont hâtivement repeints en vert sombre pour reprendre du service aux mains de pilotes de l'Armée de l'Air. Le premier sort de l'Atelier Aéronautique de Cravant le 16 mars 1945 et décolle depuis l'aérodrome d'Auxerre-Monéteau. Les essais en vol sont effectués par le chef pilote Lepreux, affecté à l'usine, et ne durent que quelques jours.
La production d'appareils mêlant des pièces de A-5 et A-8 se poursuit, et le 17 avril, le NC.900 n° 63 reçoit sa certification à Marignane. S'ensuit une nouvelle période d'essais à très haute vitesse et pour la mise au point des trains d'atterrissage, toujours menée par Lepreux et par le colonel Rozanoff du Centre d'essai en vol (CEV) qui débouchent sur l'obtention du C.D.N. le 11 mai 1945.
Les premiers exemplaires de série doivent entrer en service au sein du groupe de chasse III/5 Normandie-Niemen dont les pilotes, revenus d'URSS avec leurs Yakovlev Yak 3 ou 9, ont souvent bataillé contre des Focke-Wulf. En juillet 1945, la formation est officiellement transférée sur cet appareil et deux NC.900 sont réceptionnés pour « évaluation opérationnelle » au mois d'octobre. Onze appareils sont ensuite produits au mois de novembre, puis la production ralentit en décembre et janvier 1946. Trente appareils seront mis à disposition du GC III/5.
Les appareils arrivent au Bourget le 1er février 1946 suivis par un lot de sept autres 15 jours plus tard. La production cesse le 16 février ; au total, entre 65 et 70 NC.900 ont été assemblés par les équipes de la SNCAC. Mais l'appareil souffre de nombreux défauts : l'utilisation de pièces probablement sabotées ou mal usinées à dessein pendant l'Occupation rend les chasseurs prompts aux pannes et aux accidents. Les mitrailleuses MG 131 s'avèrent sensibles à la météo et se grippent s'il fait froid, tandis que l'instrumentation de bord est inscrite en allemand, ce qui ne facilite pas la prise en main.
Au mois de juin 1946, sur tous les avions produits, il n'en reste qu'une poignée (moins de 10) en état de vol. L'unité de chasse commence à recevoir des Spitfire anglais et décide de délaisser le chasseur teuton maudit. Entre le 1er et le 31 octobre, un seul avion arrive à cumuler 45 minutes de vol. L'ensemble de la flotte n'aura pas totalisé 100 heures de vol.
Le jour de la Toussaint 1946, l'Armée de l'Air retire définitivement du service le NC.900. Quelques exemplaires continuent cependant de servir au CEV. Le dernier vol a lieu en juin 1949 et les appareils sont envoyés à la ferraille. Un exemplaire survit cependant, le n° 62, qui est conservé au Musée de l'Air et de l'Espace du Bourget où il est aujourd'hui visible, repeint comme un Fw 190 de la Luftwaffe. De son côté, l'usine de Cravant est fermée en 1947. Le site, qui disposait de 825 m² de bâtiments et de 5 600 m² de dallages sera vendu par les Domaines à une entreprise locale qui l'utilisera comme stockage de matériaux. Un incendie détruira une partie des galeries en avril 1999.

### Aéronefs comparables
- Hispano Aviación 1112
- Avia S-199